# 布拉瑟爾魏爾湖

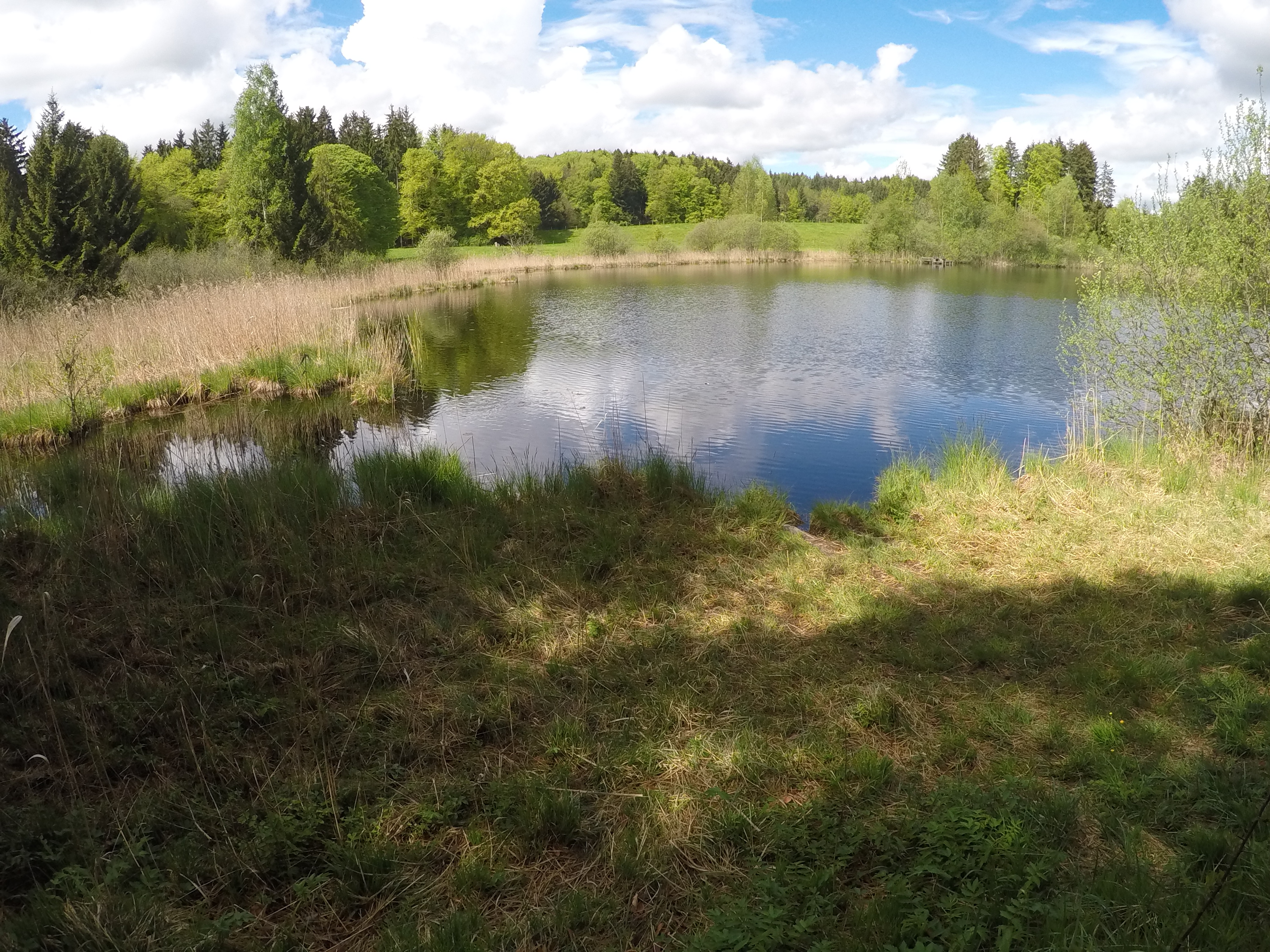

47°49′38″N 11°12′22″E / 47.82723°N 11.20615°E
布拉瑟爾魏爾湖（德語：Blaselweiher），是德國的湖泊，位於該國東南部，由巴伐利亞州負責管轄，處於上巴伐利亞魏爾海姆，長0.2公里、寬0.1公里，海拔高度642米。